# إد هايدن
إد هايدن (بالإنجليزية: Ed Hayden)‏ (24 أكتوبر 1983 في الولايات المتحدة - ) هو لاعب كرة قدم أمريكي في مركز الدفاع. لعب مع ريتشموند كيكرز وAtlantic City Diablos ‏ وبيتسبورغ ريفرهوندز.